# Schloss Groß Wilkau

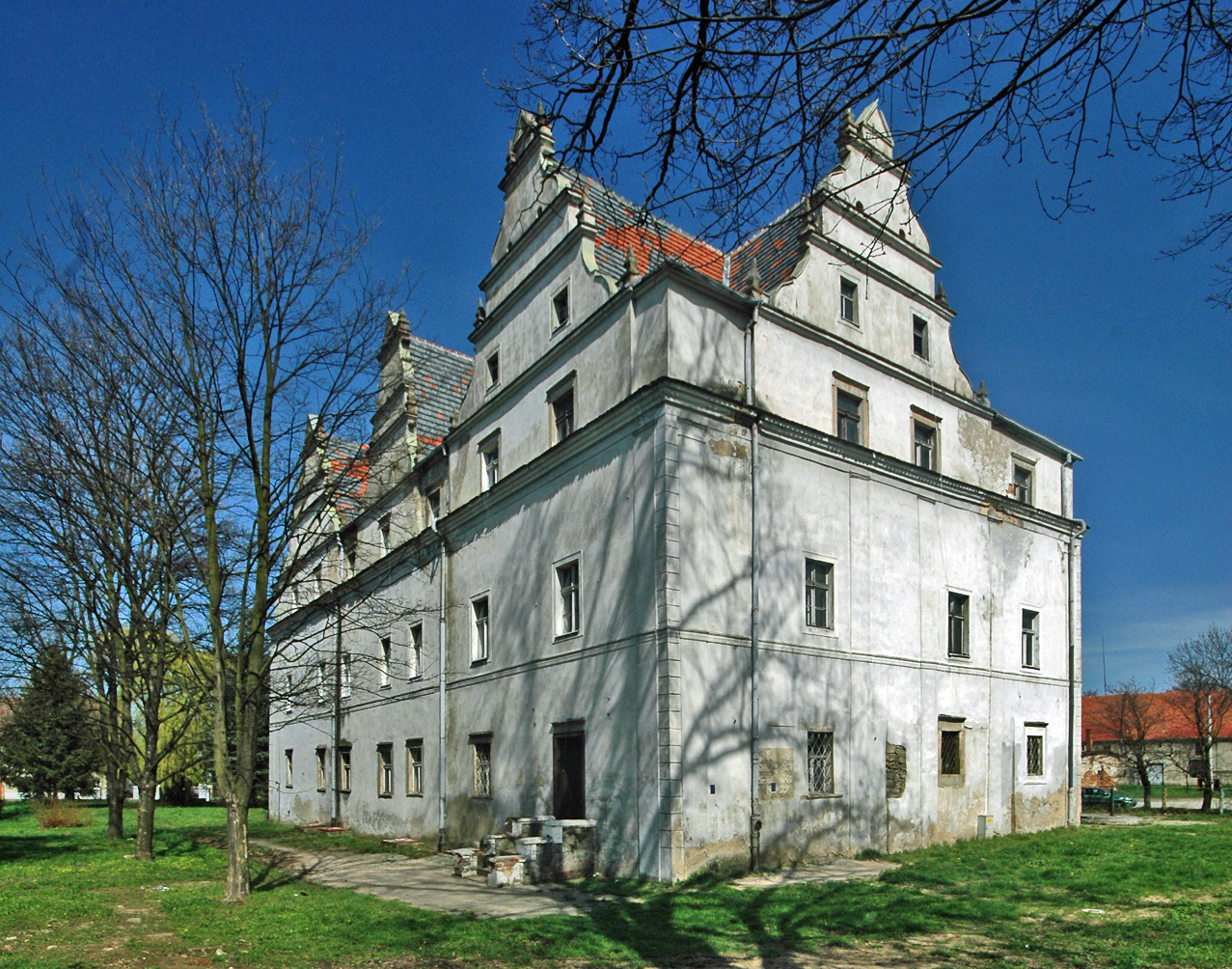
Schloss Groß Wilkau, Südwest-Ansicht

Das Schloss Groß Wilkau (polnisch Zamek w Wilkowie Wielkim) ist ein herrenhausartiges Schloss in Wilków Wielki (deutsch Groß Wilkau) in der Stadt- und Landgemeinde Niemcza im Powiat Dzierżoniowski der Woiwodschaft Niederschlesien in Polen.
Das Schloss geht auf einen Wohnturm zurück, der im 17. Jahrhundert in einen unter Christoph von Nimitz errichteten Neubau im Stil der Renaissance integriert wurde. Obwohl das Gebäude im Laufe seiner Geschichte immer wieder im jeweiligen Geschmack der Zeit verändert wurde, hat es sein renaissancezeitliches Äußeres in großen Teilen bis in die heutige Zeit bewahrt. Das Gebäude steht seit dem 6. Juni 1957 unter Denkmalschutz. Der kleine dazugehörende Schlosspark wurde am 8. September 1980 in die Denkmalliste aufgenommen.

## Geschichte

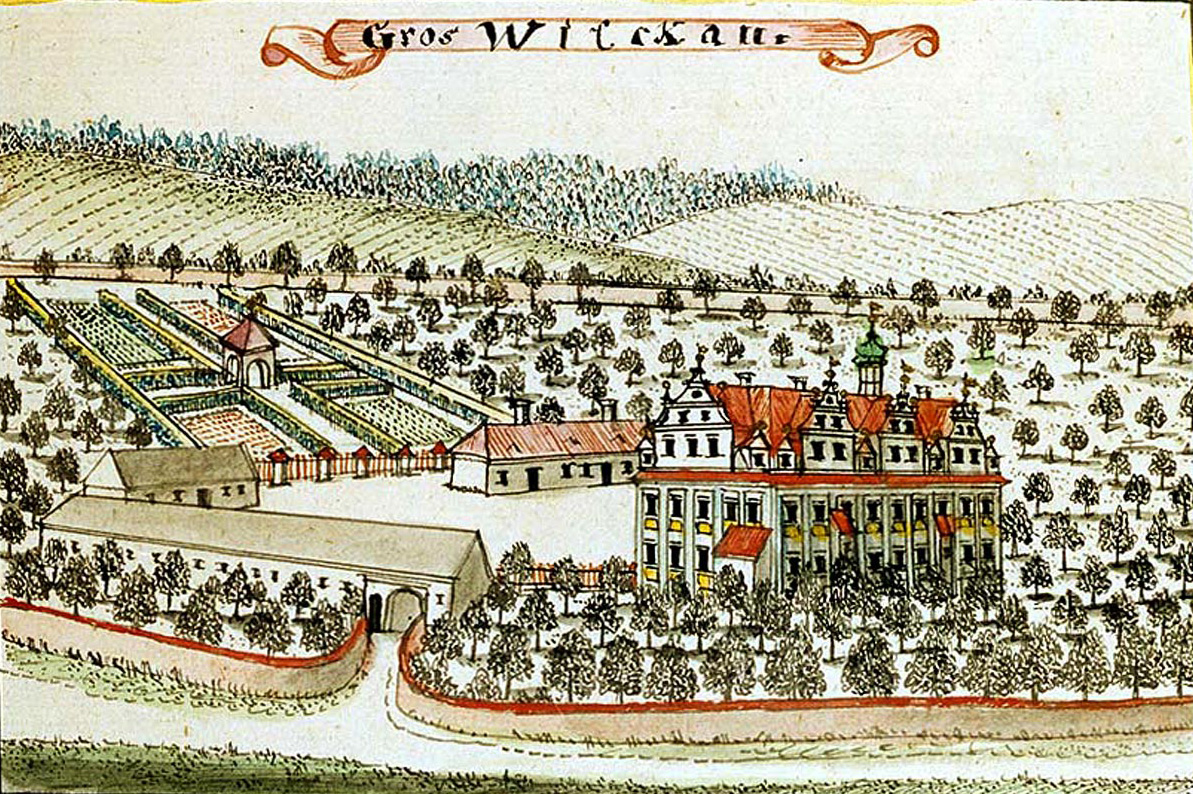
Darstellung des Schlosses von Friedrich Bernhard Werner, 1758

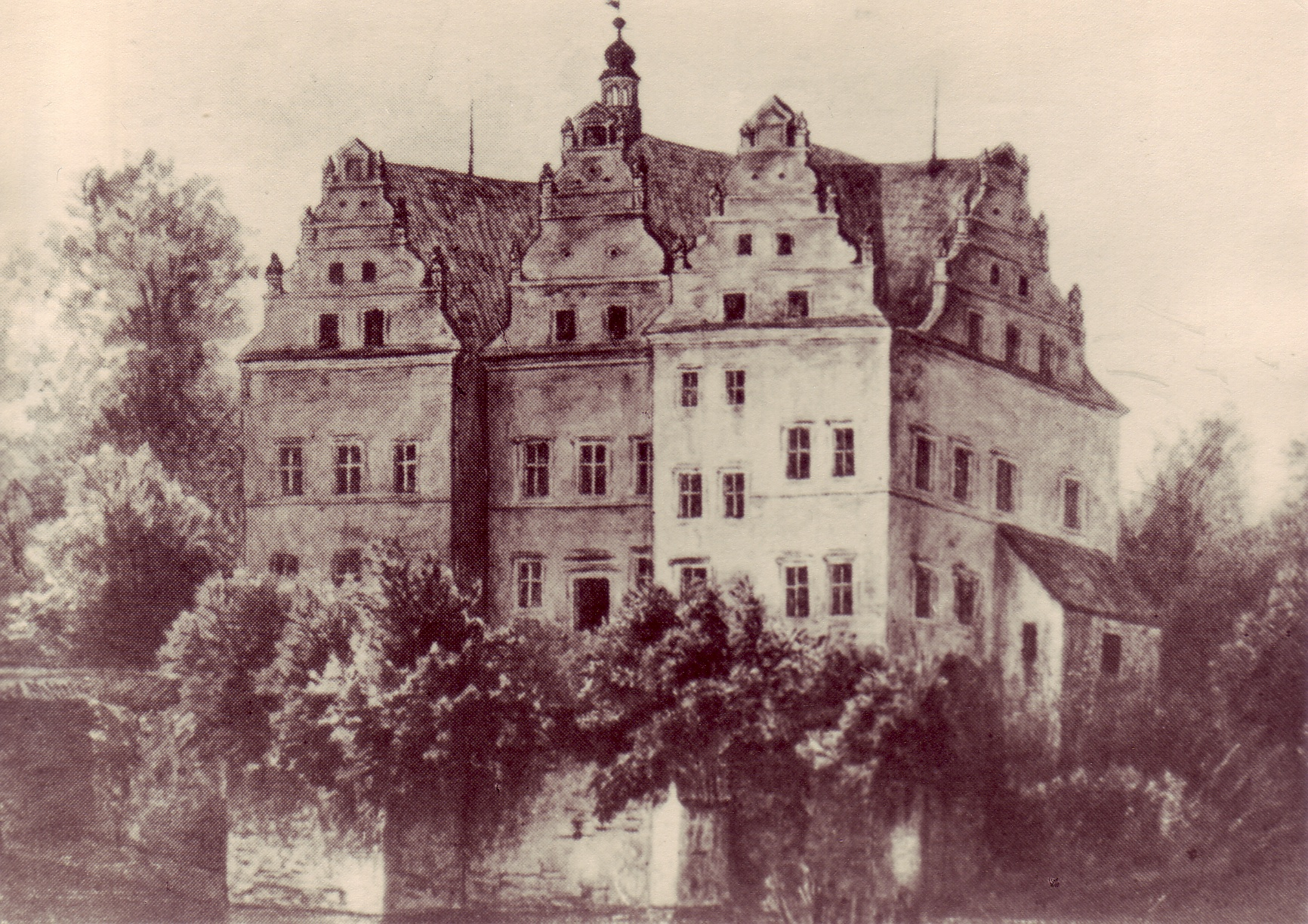
Das Schlossgebäude in der zweiten Hälfte des 19. Jh.

Die Wurzeln des Schlosses liegen in einem Wohnturm, der von einem Wassergraben umgeben war. Er stand im einstigen Überschwemmungsgebiet der Lohe und wurde vermutlich von den Herren von Reibnitz im späten 14. Jahrhundert erbaut. Dieprand von Reinitz verkaufte den Besitz 1478 an seinen Onkel Nickel von Nimitz, dessen Familie bis in die Zeit des Dreißigjährigen Kriegs auf Groß Wilkau ansässig war.
Christoph von Nimitz ließ im zu Beginn des 17. Jahrhunderts einen Neubau im Stil der Renaissance errichten, in den der mittelalterliche Wohnturm integriert wurde. Das gotische Spitzbogenportal des Turms blieb dabei erhalten. Zeittypische Giebel, Sgraffitoputz, Zwerchhäuser, Fensterrahmungen mit Beschlagwerksdekoration ergänzten die Gestaltung des Baus. Mit dem Tod Christophs von Nimitz fiel der Besitz an die Brieger Landesfürsten, die ihn 1647 an den Grafen Karl Heinrich von Zierotin verkauften. Als der Graf 1682 verstarb, hinterließ er Groß Wilkau seinem einzigen Sohn, der jedoch schon 1689 starb, und so fiel der Besitz ein weiteres Mal zurück an den Landesherrn, was derweil der böhmische König und somit Kaiser Leopold I. war.
Der Kaiser schenkte Schloss und Gut 1694 dem Freiherrn Hieronymus von Scalvinoni, der das Schlossgebäude im Stil des Barock verändern ließ. Scalvinonis Sohn veräußerte es im Jahr 1709 an den Oberst Eduard von Golloway, Kommandant von Brieg, von dem es an die Familie von Gallardi gelangte. Diese verkaufte Groß Wilkau 1721 an den Freiherrn Franz Weighard von Hoffmann. Spätestens unter ihm erfolgte eine Umgestaltung der Schlossfassaden, bei der diese neu verputzt und durch Lisenen gegliedert wurden.
Um 1730 wurde Christian Friedrich von Tschirschky neuer Besitzer, der den Besitz bei seinem Tod im Jahr 1742 seinem Sohn Ernst Friedrich Gottlob von Tschirschky vererbte. Von ihm kam es an dessen Witwe Luise Margarethe, geborene von Zedlitz. Sie verkaufte Groß Wilkau 1751 an Karl Friedrich von Pfeil, dessen Familie bis 1842 Besitzerin blieb. In jenem Jahr wurde Julius von Koschembahr neuer Schlossherr. Im Jahr 1853 verkauften die von Koschembahr das Schloss an Karl Louis von Chappuis, der das Schloss noch einmal umbauen und modernisieren ließ. Ender des 19./Anfang des 20. Jahrhunderts gehörten zum Schloss Ländereien von mehr als 330 Hektar. 1927 kamen Gut und Schloss in bürgerliche Hand: Die Familie von Chappuis veräußerte sie an Will(y) Rodatz.
Im Zweiten Weltkrieg unzerstört geblieben, wurden das Schloss und sein Gutsbesitz 1945 verstaatlicht. Das Schlossgebäude wurde anschließend für Büros einer PGR und als Unterkunft für deren Mitarbeiter genutzt. Die PGR ließ das Gebäude mehrfach renovieren, unter anderem in den 1960er und 1970er Jahren sowie zuletzt 1992. 2014 wurde der Besitz privatisiert. 2022 stand das Schlossgebäude leer und wurde für etwas mehr als 254.000 Euro zum Verkauf angeboten.

## Beschreibung
Das Schlossgebäude steht im südlichen Teil des Dorfes Wilków Wielki. Zu ihm gehören heute noch rund vier Hektar Grundbesitz, darunter auch ein Landschaftsgarten, der nördlich und westlich des Schlossgebäudes liegt. Östlich sind Gebäude des einstigen Dominiums erhalten.
Das Schlossgebäude ist ein etwa 30 Meter langer Ziegelbau mit Rustikaverzierung an den Ecken. Seine drei Geschosse (inklusive Dachgeschoss) erheben sich auf einem rechteckigen Grundriss. Die Fassaden sind durch Lisenen vertikal gegliedert und besitzen einen hellen Putz aus dem frühen 18. Jahrhundert, der den damaligen Sgraffitoputz ersetzte. Dieser ist nur noch an einigen, wenigen Stellen erhalten. An der Ostseite ist die Fassade durch Fenster (zum Teil mit reich verzierten Steinrahmungen) in zehn Achsen unterteilt, die zum Schlosspark zeigenden Westfassade besitzt nur sieben Achsen. Die Lage der Geschosse des Gebäudes kann an der Außenseite gut anhand der Gesimse ausgemacht werden. 
Ältester Teil des Schlosses ist der mittelalterliche Wohnturm im südwestlichen Bereich des Gebäudes. Sein gotisches Portal ist noch erhalten, jedoch zugemauert. Der Turm bildet mit seiner östlichen Seite den südlichen der beiden Seitenrisalite an der Ostfassade. Die Risalite sind jeweils von Satteldächern mir renaissancezeitlichen Schweifgiebeln abgeschlossen. Insgesamt besitzt Schloss Groß Wilkau acht dieser Giebel, die mit Fialen besetzt sind. Der kleine Turmaufsatz auf dem mittig gelegenen Dach stammt vom Umbau in der Barockzeit unter Hieronymus von Scalvinoni.

### Innenräume
Im Inneren sind einige historische Details erhalten. Dazu zählen zum Beispiel eine Flurhalle mit Stichkappengewölbe und ein Türgewände aus der Zeit der Renaissance. Im nördlichen Teil des Schlosses zeigt eine barocke Stuckdecke mythologische Motive mit Darstellungen griechischer Götter. Weitere bauzeitliche Elemente sind frühklassizistischer Deckenstuck und barocke Kamineinfassungen. Von der ehemaligen Schlosskapelle im Obergeschoss ist unterdessen nichts mehr erhalten.